# Sociedad Rural Argentina
La Sociedad Rural Argentina (SRA) es una asociación civil patronal fundada en 1866 que agrupa a grandes propietarios de tierras en la región pampeana, dedicados a la agricultura y la ganadería en Argentina.
Ha tenido un importante papel político y económico durante gran parte de las tres Presidencias históricas, desde los últimos dos años del gobierno de Bartolomé Mitre -la última de las cuales realizó la Conquista del Desierto, que la SRA financió- y en las sucesivas presidencias de la República Conservadora, siendo varios de sus miembros altos funcionarios en diferentes gobiernos; ha mantenido relaciones conflictivas con los arrendatarios y pequeños propietarios rurales enrolados en la Federación Agraria Argentina y con las presidencias de Hipólito Yrigoyen, la dictadura del general  Edelmiro Farrell, las presidencias de Juan Domingo Perón, Raúl Alfonsín, Néstor Kirchner, Cristina Fernández de Kirchner y buenas relaciones con las dictaduras de los generales José Félix Uriburu, Pedro Eugenio Aramburu, Juan Carlos Onganía, Alejandro Agustín Lanusse y Jorge Rafael Videla, así como con las presidencias de Carlos Saúl Menem, Mauricio Macri y Javier Milei.

## Fundación
Noel H. Ibarra escribió hacia 1940, una carta donde comentó la historia de la Sociedad Rural Argentina, con el siguiente texto

Don Ricardo Hogg escribió en La Prensa (23 de julio de 1939) un artículo sobre la primera exposición agrícola realizada en el país. Creo recordar (sin asegurarlo) que allí dice que su organizador fue Eduardo Olivera (... fundador de la S Rural). No fue así. El organizador fue Gervasio A. de Posadas (hijo del primer Director Supremo). Yo le di a ustedes datos jugosos –como que provenían de Sarmiento- respecto de esta 1º exposición. Están en El Nacional: 8 de enero, 21 de enero, 13-16 y 17 de abril de 1858. Conviene ver toda la bibliografía.
Las cosas pasaron así: Eduardo Olivera, enviado por su padre, Don Domingo, marchó a Europa en 1853 para estudiar agronomía (fue de pro-maestro primer ing agrónomo). Y en cartas de fecha 7-XII-1856 Y 31 de julio 1857, remitidas a su padre, cuenta la impresión que le causaron las experiencias a que habría asistido en Birmingham y Salisbury. Estas cartas –que fueron publicados en la revista El Labrador (véase en la Biblioteca Nacional) indujeron a Posadas a organizar la citada exposición.
Las cartas son muy interesantes.
Tal vez fuera la primera vez que se hablaba de esas cosas y aún de la “sociedad Real de Agricultura” de Inglaterra, que ... el propio Olivera reutilizaría ... para “pensar” la Sociedad Rural Argentina. Lo cierto es que la primera exposición no tuvo éxito, pero sí la segunda. Organizada por Posadas y Sarmiento, el 2 o 15 de abril de 1859 (ver El Nacional). En esta segunda, en un discurso, Olivera habló de una entidad de ese género, que tan sólo conformó en 1866, con la fundación de la Sociedad Rural Argentina.
Después de esta exposición de 1859, no hay otra hasta la primera organizada en 1875, en Florida y Viamonte. Y en 1878 en Palermo (debe haber un decreto de Avellaneda, siendo ministro Sarmiento en que se le otorga el terreno).

El 10 de julio de 1866, el día después que la Argentina cumplió cincuenta años como nación independiente, un grupo de productores liderados por Eduardo Olivera, fundaron una asociación para fomentar el desarrollo de la producción agropecuaria la que denominaron «Sociedad Rural Argentina» cuyo lema es 

Cultivar el suelo es servir a la patria.

La nómina de socios fundadores incluyó a las siguientes personas:
- Claudio F. Stegmann
- Eduardo Olivera
- Eustaquio J. Torres Agüero
- Francisco B. Madero
- Jorge R. Stegmann[5]
- Jorge Temperley
- José Toribio Martínez de Hoz
- Juan Nepomuceno Fernández
- Leonardo Pereyra
- Lorenzo F. Agüero
- Luis Amadeo
- Mariano Casares
- Ramón Vitón
- Ricardo Black Newton
- Guillermo R. Garrahan

Entre sus fines se cuentan

velar por el patrimonio agropecuario del país y fomentar su desarrollo tanto en sus riquezas naturales, como en las incorporadas por el esfuerzo de sus pobladores; promover el arraigo y la estabilidad del hombre en el campo y el mejoramiento de la vida rural en todos sus aspectos; coadyuvar al perfeccionamiento de las técnicas, los métodos y los procedimientos aplicables a las tareas rurales y al desarrollo y adelanto de las industrias complementarias y derivadas, y asumir la más eficaz defensa de los intereses agropecuarios.

La Sociedad Rural organizó la primera Exposición Rural, el 11 de abril de 1875 y que pronto se convirtió en la muestra agropecuaria más importante y  tradicional de Argentina, de la región y una de las más importantes del mundo.

## Influencia política
La Sociedad Rural Argentina, desde su nacimiento durante la presidencia de Bartolomé Mitre -la primera de las tres Presidencias históricas-, como representante de los intereses de los más importantes propietarios de tierra, ha tenido a lo largo de más de un siglo y medio de actuación, una fuerte influencia -de manera directa o indirecta- en las políticas de los sucesivos gobiernos de Argentina.[cita requerida]
En la década de 1870 la Sociedad Rural Argentina jugó un papel muy importante en la  Conquista del Desierto, al final de la cual fueron vencidos los pueblos mapuche o araucano y ranquel, lo que importó la incorporación efectiva de grandes territorios para el Estado Argentino que se encontraban habitados por esos pueblos y que fueron entregados a un número escaso de importantes terratenientes, ocupando sus tierras y causando una alta mortandad que muchos estudiosos califican de genocidio.[cita requerida] Al finalizar la también conocida Guerra contra el indio, se venció a los aborígenes, ocupó sus tierras, causó una alta mortandad en su población y produjo un proceso de aculturación y sometimiento a servidumbre a un numeroso grupo de hombres, mujeres y niños de los pueblos originarios que resultaron vencidos.
La Sociedad Rural Argentina mantuvo una fuerte influencia durante las presidencias del Partido Autonomista Nacional fundado por el general Julio Argentino Roca, entre 1880 y hasta 1916, que estableció un régimen político fundado en el voto cantado, calificado por algunos historiadores como república conservadora y por otros como república oligárquica.[cita requerida]
Desde 1916, a partir de la asunción de la primera presidencia de Hipólito Yrigoyen, elegido por el voto universal y secreto, la Sociedad Rural Argentina mantuvo fuertes conflictos con ese gobierno y otros gobiernos elegidos por el voto popular, como los de Juan Domingo Perón, Raúl Alfonsín, Néstor Kirchner y Cristina Fernández de Kirchner. En respuesta a Eduardo Buzzi, que recordó que la Sociedad Rural estuvo involucrada con la dictadura, su actual titular respondió que “en los últimos años demostramos vocación a favor de las instituciones”.
Simultáneamente, la Sociedad Rural Argentina tuvo fuerte influencia en los gobiernos de facto establecidos por golpes de estado a partir de 1930, con excepción de la autodenominada Revolución del 43, apoyando explícitamente la dictadura del general José Félix Uriburu (1930-1932), a la dictadura autodenominada Revolución Libertadora (1955-1958), a la Revolución Argentina (1966-1972) y al Proceso de Reorganización Nacional (1976-1983).
A partir de 2016, la Sociedad Rural Argentina volvió a recuperar su influencia luego que Mauricio Macri fue elegido presidente de la República Argentina y para quien el "campo es el motor del país". El 31 de octubre de 2017 el presidente designó como ministro de Agroindustria a Luis Miguel Etchevehere, quien se desempeñaba como presidente de la SRA. 
Entre los dirigentes de la SRA que han ocupado altas posiciones en los gobiernos argentinos se encuentran también: Emilio Frers, Francisco Bernabé Madero, Estanislao Zeballos, Ramón Santamarina, Manuel Güiraldes, Ezequiel Ramos Mexía, Miguel Ángel Cárcano, Enrique Simón Pérez, Horacio Bruzone, Federico Pinedo (hijo), José Alfredo Martínez de Hoz y Jorge Zorreguieta.

## Conflictos
A lo largo de su historia la Sociedad Rural Argentina se vio involucrada en varios conflictos de envergadura, ya sea como promotora de los mismos o como entidad destinataria de los mismos.

### La Conquista del Desierto
La Sociedad Rural Argentina apoyó a las tres Presidencias históricas de Argentina. Durante la última de ellas, el presidente Nicolás Avellaneda efectuó la Conquista del Desierto. 538 propietarios en total obtuvieron 18.668.000 hectáreas. Siendo los principales beneficiados varios miembros de la Sociedad Rural, entre ellos las familias Anchorena, Álzaga, Alvear, Azcuénaga, Bosch, Castro, Díaz Vélez, Dorrego, Eguía, Echeverría, Escalada, Ezcurra, Gallardo, Garrahan, Irigoyen, Lacarra, Larreta, Lynch, Miguens, Obarrio, Ocampo, Ortiz Basualdo, Otamendi y Sáenz Valiente.
Parte de la campaña fue financida por la Sociedad Rural Argentina. Se vendieron bonos de un valor de 4 pesos por hectárea. El presidente de la Sociedad Rural Argentina, José Martínez de Hoz, recibió 2,5 millones de hectáreas. Los Anchorena y los Amadeo recibieron 300 mil y 500 mil hectáreas respectivamente. Son las mejores tierras, las pampas del sur bonaerense, del sur de La Pampa, partes de San Luis y Río Negro.

### El Grito de Alcorta
En 1912 se produjo una rebelión agraria de pequeños y medianos arrendatarios rurales, contra los grandes estancieros y la Sociedad Rural Argentina que los representaba. El hecho marcó la irrupción de los chacareros (mayoritariamente procedentes de la inmigración europea, especialmente italiana y española) en la política nacional del siglo XX, dando origen además a su organización gremial representativa, la Federación Agraria Argentina.

### El abucheo al ministro de Agricultura de Hipólito Yrigoyen
El 31 de agosto de 1930, durante la tradicional Exposición Rural Argentina que anualmente realiza la Sociedad Rural Argentina en Predio Ferial de Palermo, con motivo de la Gran Depresión, el ministro de Agricultura del presidente Hipólito Yrigoyen, Juan B. Fleitas, fue abucheado e insultado, por un público que había llevado pitos de metal para manifestar su rechazo colectivamente y reclamaba a viva voz el derrocamiento y asesinato del presidente constitucional. La agresión se vio agravada por el hecho de que los funcionarios radicales se vieron obligados a deambular por el predio de la Sociedad Rural en busca de los automóviles oficiales que habían desaparecido misteriosamente.
El Golpe de Estado en Argentina de 1930 sucedió apenas 6 días después y la agresión sufrida en la Sociedad Rural ha sido considerada como uno de los hechos desencadenantes del golpe de Estado.

### La oposición al Estatuto del Peón de Rural
Producida la Revolución de 1943, el 8 de octubre de 1944, el general y dictador  Edelmiro Farrell, por iniciativa de los sindicatos y el Secretario de Trabajo Juan Domingo Perón, sancionó el Estatuto del Peón Rural (Decreto Ley 28.169/44), estableciendo por primera vez derechos laborales para los trabajadores rurales. La Sociedad Rural Argentina se opuso fuertemente, sosteniendo que el Estatuto del Peón Rural sembraba "el germen del desorden social" y que las relaciones laborales en "el campo" no debían regirse por el derecho laboral, sino por normas similares a las que tiene "un padre con sus hijos":

El Estatuto del Peón no hará más que sembrar el germen del desorden social, al inculcar en la gente de limitada cultura aspiraciones irrealizables, y las que en muchos casos pretenden colocar al jornalero sobre el mismo patrón, en comodidades y remuneraciones... La vida rural ha sido y debe ser como la de un manantial tranquilo y sereno, equilibrado y de prosperidad inagotable. La Sociedad Rural no puede silenciar su protesta ante las expresiones publicadas en que se ha comentado el Estatuto del Peón y en las que aparecen los estancieros como seres egoístas y brutales que satisfacen su inhumano sensualismo a costa de la miseria y del abandono en que tienen a quienes colaboran con su trabajo. El trabajo de campo, por su propia índole, fue y es acción personal del patrón. Este actúa con frecuencia con los peones en la labor común, lo que acerca a las personas y establece una camaradería de trato, que algunos pueden confundir con el que da el amo al esclavo, cuando en realidad se parece más bien al de un padre con sus hijos.
Sociedad Rural Argentina

El Estatuto del Peón Rural permaneció vigente durante cuatro décadas hasta que fue derogado en 1980 por la dictadura autodenominada Proceso de Reorganización Nacional mediante el artículo 4 de la ley 22.248, la que también excluyó a los trabajadores agrarios de la Ley de Contrato de Trabajo y aprobó un nuevo Régimen Nacional del Trabajo Agrario. La ley 22.248 fue sancionada bajo la gestión de José Alfredo Martínez de Hoz como Ministro de Economía y Jorge Zorreguieta como Secretario de Agricultura, Ganadería y Pesca de Argentina, ambos miembros de la Sociedad Rural Argentina.

### El lockout de 1945 contra el aguinaldo
En 1945 sucedió, por primera vez, que no concurrió ningún miembro del gobierno peronista a la inauguración de la tradicional exposición de la SRA. Los asistentes insultaron a los oficiales del ejército argentino y aclamaron al embajador estadounidense Spruille Braden.
En diciembre de 1945 la Sociedad Rural Argentina, junto a otras organizaciones patronales argentinas, declaró el primer lockout general, para oponerse a la sanción del aguinaldo o sueldo anual complementario.
El lockout tuvo un fuerte significado político, pues se produjo durante la campaña para las elecciones presidenciales del 24 de febrero de 1946, en la que la SRA apoyaba a la Unión Democrática, que se oponía a la medida, mientras que el candidato de la oposición, Juan Domingo Perón, la apoyaba. El lockout produjo como respuesta una huelga general convocada por la Confederación General del Trabajo de la República Argentina. Finalmente las patronales y los sindicatos llegaron al acuerdo de pagar el aguinaldo en dos cuotas.

### Los paros patronales de 1975 y 1976
En agosto de 1975, la Sociedad Rural Argentina,-bajo la gestión de Celedonio Pereda- fue una de las principales organizadoras de la Asamblea Permanente de Entidades Gremiales Empresarias (APEGE).
En octubre de 1975, la Sociedad Rural Argentina y otras organizaciones rurales patronales, frente a la difícil situación política y económica por la que atravesaba el país, decretaron un "durísimo paro agrario nacional" contra el gobierno de la presidenta María Estela Martínez de Perón, que duró once días. El paro produjo una reducción considerable del área sembrada y  desabastecimiento de varios productos rurales.

1975- Paro agrario contra el gobierno peronista. En octubre de 1975, cuando los precios de exportación no cubrían ni los gastos de producción y la inflación hacía que un par de zapatos costaran lo mismo que dos vacas, estalló un durísimo paro agrario nacional contra el gobierno de María Estela Martínez de Perón. Las entidades agrarias decretaron 11 días de paro sin enviar hacienda al Mercado de Liniers. En ese momento, el área cultivada de maíz de la campaña 1975-1976 alcanzó a 3.705.000 hectáreas, una importante reducción del 4% en relación al año anterior. Este movimiento, junto al plan de lucha de la APEGE, en febrero de 1976, contribuirían a debilitar aún más el gobierno peronista.

En febrero de 1976 la APEGE declaró un lockout general, que ha sido generalizadamente considerado como uno de los antecedentes directos del golpe de Estado del 24 de marzo de 1976.

### El abucheo a Alfonsín en 1988
El 13 de agosto de 1988 el presidente Raúl Alfonsín sufrió insultos y abucheos en la inauguración de la 101° Exposición de Ganadería y Agricultura organizada por la Sociedad Rural Argentina. Luego de conversar en privado con el presidente de la entidad, Guillermo Alchouron, y tras un largo discurso en el que consideró a los abucheos hacia su persona como "una actitud fascista", Alfonsín se retiró sin inaugurar formalmente la muestra.

Yo quiero comenzar por poner de relieve esto que está sucediendo esta tarde en la Sociedad Rural Argentina. Estas manifestaciones no se producen en tiempos de dictadura, aunque parece que algunos comportamientos no se consustancian con la democracia, porque es una actitud fascista no escuchar al orador... No creo realmente que sean productores agropecuarios los que tiene este comportamiento, son los que muertos de miedo se han quedado en silencio cuando han venido acá a hablar en representación de la dictadura. Y son también los que se han equivocado y han aplaudido a quienes han venido a destruir la producción agraria argentina, no son los productores agropecuarios.
Raúl Alfonsín, Presidente de la Nación 

### El paro agropecuario de 2008
En el año 2008, durante la presidencia de Cristina Fernández de Kirchner, el ministro de Economía Martín Lousteau, con el fundamento de estabilizar internamente el aumento del precio internacional de los alimentos, decidió establecer un impuesto implementado vía un sistema de retenciones móviles a través de una resolución que fue conocida como "la 125" (resolución 125/2008).
La Sociedad Rural Argentina se unió a las otras tres organizaciones rurales -Federación Agraria Argentina, Confederaciones Rurales Argentinas y Coninagro-, con quienes integró la Mesa de Enlace y declararon un paro de actividades comerciales que se extendió por 129 días, durante los cuales se bloquearon rutas y puertos.
Ante la gravedad del conflicto, el ministro Lousteu debió renunciar y la presidenta Fernández de Kirchner envió la resolución para su tratamiento al Congreso de la Nación Argentina. Allí, luego de ser aprobada en la Cámara de Diputados, fue rechazada en la Cámara de Senadores, luego de que la votación finalizara empatada en 36 votos, y que el vicepresidente Julio Cobos desempatara votando negativamente.
Durante las presidencias Eduardo Duhalde (2002-2003), Néstor Kirchner (2003-2007) y Cristina Kirchner (2007-2015), se planteó una tensa disputa entre el gobierno y las organizaciones sociales que lo apoyaban y la Sociedad Rural Argentina, ubicándose esta última en la oposición.

## Definiciones en las inauguraciones de la Exposición Rural
La Sociedad Rural Argentina organiza anualmente y en forma ininterrumpida desde la celebración de la 3° Exposición Nacional de Ganadería, la Exposición Rural. Debido a que el predio en el que se realiza la Exposición Rural es el principal centro de ferias, exposiciones y eventos del país, sumado a la importancia de la producción rural en Argentina y la gran influencia de esa organización patronal tiene sobre el poder político del país, al acto de inauguración de la Exposición Rural asistía hasta 2001, histórica y tradicionalmente, el presidente de la Nación, a fin de exponer sus propuestas políticas, económicas y sociales ante los miembros de la entidad.
En la inauguración de 1993, a la que asistió el presidente de la Nación Carlos Saúl Menem, se produjo un hecho violento debido a que un grupo de choque conocido como "Los Batatas", agredió a periodistas, cooperativistas y dirigentes de jubilados que mantenían una postura crítica frente al gobierno menemista.
En la inauguración de 1997 hablaron el presidente de la Nación Carlos Menem y el presidente de la SRA Enrique Crotto. Menem y el ministro de Economía Roque Fernández fueron muy aplaudidos. Crotto reclamó mayor austeridad en el gasto público y criticó la falta de ética de los funcionarios, a la vez que se quejó por la inseguridad causada por la delincuencia y el surgimiento de un nuevo "terrorismo encapuchado". Durante el acto de inauguración un grupo de hijos de desaparecidos pertenecientes a la agrupación HIJOS fueron detenidos por desplegar un cartel oponiéndose al indulto de los autores de crímenes de lesa humanidad dispuesta por el entonces presidente Menem.
En la inauguración de 1998 hablaron el presidente de la Nación Carlos Menem, el subsecretario de Agricultura Felipe Solá y el presidente de la SRA Enrique Crotto. Crotto respaldó con énfasis los lineamientos del gobierno menemista desde 1989 -al que el propio presidente Menem había calificado como de "salariazo y revolución productiva"-, reclamó la eliminación del impuesto al valor agregado en el sector ganadero y frutícola, y se opuso a la sanción de leyes laborales para el sector agropecuario. Solá, que dejaba el cargo, elogió al presidente Menem y se despidió de los socios de la entidad en un discurso en el que se quebró por la emoción. El presidente Menem por su parte defendió la vigencia del modelo y sostuvo que la Argentina vivía una "revolución productiva" y puso como ejemplo haber pasado de una cosecha de granos de 33 millones de toneladas en 1989 a 66 millones en 1998:

Sería injusto no destacar que haber más que duplicado la producción de granos es uno de los ejemplos más contundentes de lo que, hace diez años, imaginé la revolución que este país merecía a partir de sus formidables potencialidades latentes.
Carlos Menem

En la inauguración de 1999 hablaron el presidente de la entidad Enrique Crotto y el presidente de la Nación Carlos Menem, quien dejaría su cargo en diciembre próximo luego de ocuparlo durante diez años consecutivos. Croto despidió a Menem diciendo:

Sepa que esta es su casa y las puertas de nuestra entidad estarán siempre abiertas para recibirlo... Gracias por todo lo que hizo.
Enrique Crotto

En la inauguración de 2001 hablaron el presidente de la Nación Fernando de la Rúa y el presidente de la entidad Enrique Crotto. El presidente de la Rúa, quien estaba acompañado del ministro de Economía Domingo Cavallo defendió la estricta política de reducción del gasto público de su gobierno:

La Ley de Déficit Cero es la ley de la verdad.
Fernando de la Rúa

El presidente de la SRA por su parte apoyó la ley de Déficit Cero del gobierno y pidió a los argentinos que acompañen la política económica del gobierno:

Este es el momento de dar la madre de todas las batallas: la lucha contra el gasto público y la reducción del déficit fiscal es un compromiso ineludible.
Enrique Crotto

Si bien la entidad rural apoyó ambas iniciativas gubernamentales también fue muy crítica con los dirigentes políticos y los legisladores, además de exigir que el gobierno actuara contra el corte de rutas de los piqueteros, más allá de la razonabilidad de los reclamos debidos a la crisis económica y social:

No podemos aceptar en silencio que grupos de piqueteros, más allá de la posible validez de sus reclamos, corten impunemente las rutas argentinas y nada se haga para impedirlo.
Enrique Crotto

En 2002 el presidente interino Eduardo Duhalde decidió no asistir a la inauguración de ese año. En esa ocasión los miembros de la entidad abuchearon al Secretario de Agricultura Rafael Delpech, durante 40 minutos. El titular de la asociación rural Enrique Crotto cuestionó al presidente de la Nación por no haber asistido y por "profanar la seguridad jurídica" y la "estabilidad" económica establecida con el régimen de convertibilidad:

El campo esperaba que el Gobierno estuviera aquí... Profanó la seguridad jurídica y la estabilidad lograda con tanto esfuerzo se dilapidó de golpe e irresponsablemente, merced al influjo de camarillas integradas por quienes se autocalificaban de productivos, y que provocaron una devaluación de funestas consecuencias.
Enrique Crotto

En 2003 el presidente de la Nación Néstor Kirchner, elegido pocos meses antes por el Frente para la Victoria, decidió no asistir a la inauguración de la exposición. Fue el primer presidente argentino electo en tomar la decisión de no asistir a la inauguración de la exposición anual de la Sociedad Rural, desde que en 1886 el presidente Julio Argentino Roca inaugurara la primera. La decisión, que se repitió en los años siguientes, fue criticada por los estancieros, que reclamaban la presencia del presidente de la Nación y la eliminación de las retenciones a las exportaciones de soja, maíz y trigo dispuestas por el gobierno del expresidente Eduardo Duhalde.
En 2006 el presidente Kirchner dispuso que, por primera vez en la historia argentina, no hubiera ningún funcionario en representación oficial del Poder Ejecutivo en la inauguración de la exposición anual de la Sociedad Rural Argentina.
En la apertura de la muestra de la Exposición Rural de 2015 el presidente de SRA Luis Miguel Etchevehere mantuvo su oposición a la generalidad de las políticas públicas llevadas a cabo por la presidenta Cristina Fernández de Kirchner, elegida al igual que su cónyuge por el Frente para la Victoria, a lo largo de sus ocho años de mandato.

### Buenas relaciones con el macrismo (2015-2019)
En 2015 las nuevas autoridades establecieron una política agropecuaria en consonancia con los reclamos de la Sociedad Rural Argentina.
Cuatro días después de asumir, una de sus primeras medidas fue eliminar los impuestos a las exportaciones de trigo, maíz y carne, y la reducción de cinco puntos porcentuales sobre la soja. Por otra parte, en el proceso llamado de "sinceramiento" de las variables económicas, los precios de los alimentos registraron un aumento promedio del 85% durante 2016, alcanzando un 173% de aumento en el caso de la carne, principal componente de la canasta alimentaria argentina. En el mismo período el Gobierno de la Ciudad de Buenos Aires midió la inflación en un 44,7% anual.
En 2016, luego de 15 años el presidente de la Nación encabezó los actos de inauguración de la muestra agropecuaria. Luego de que hablara el entonces titular de la Sociedad Rural Argentina, Luis Miguel Etchevehere, dio por terminado el enfrentamiento entre el campo y el gobierno y defendió la eliminación de las retenciones:

Hace siete meses trabajamos para que el campo sienta que se le sacó la pata de encima y que, al contrario, se le está tendiendo la mano. El campo es mucho más que lo que puede producir, es mucho más que los impuestos que puede pagar, el campo es nuestra historia, es nuestro emblema, es nuestra tradición. Tenemos que aceptar el desafío de dejar de ser el granero del mundo a ser el supermercado del mundo. Somos y podemos ser cada día más un proveedor confiable del mundo [...] El mundo confía en nuestra capacidad, saben que somos un pueblo lleno de talento, de creatividad, de alegría.
Mauricio Macri

## Organización institucional

### Consejo Federal
Actualmente la Sociedad Rural Argentina congrega diversas sociedades rurales del interior del país mediante su Consejo Federal, el cual permite canalizar inquietudes y responder a los problemas de cada región.

### Actividades
La Sociedad Rural Argentina, para cumplir con sus actividades, además de contar con un Consejo Federal, integrado por entidades rurales de todo el país, dispone de un Consejo Institucional, conformado por las principales asociaciones de criadores de las especies y razas existentes en la Argentina. En la Sociedad Rural funcionan además comités específicos de cada una de las actividades productivas del sector, como carnes, granos, lechería, y también sobre temas relacionados con la biotecnología, el medio ambiente, el trabajo y la salud, y la seguridad rural.
En 2002, la Sociedad Rural Argentina, junto con otras entidades, fundó el Foro de la Cadena Agroindustrial, integrado por más de cuarenta cámaras vinculadas con ese sector económico. Forma parte del Grupo de los Seis, que reúne entidades del agro, la construcción, el comercio, la banca y la industria y se encuentra integrado por la Bolsa de Comercio, Unión Industrial Argentina, Asociación de Bancos Argentinos, Cámara Argentina de la Construcción, Cámara Argentina de Comercio y Sociedad Rural Argentina.
La entidad participa, además, de varios organismos internacionales, incluida la Federación de Asociaciones Rurales del Mercosur (FARM) y colabora con las misiones comerciales de Argentina en negociaciones internacionales ante instituciones como la OMC. La Sociedad Rural Argentina cuenta con diversos órganos, como el Ateneo Juvenil; la Comisión de Acción Gremial y la Comisión de Acción Política. Cuenta además con una Biblioteca Pública Agropecuaria, un Instituto de Estudios Económicos, un Instituto de Negociaciones Internacionales y un laboratorio.
También tiene importantes centros de educación y capacitación de tres niveles: el Centro de Estudios e Investigación para la Dirigencia Agroindustrial (CEIDA), que forma a dirigentes del sector; el Instituto Superior de Estudios, Enseñanza y Extensión Agropecuaria (ISEA), de educación terciaria; y el Colegio Agropecuario de Realicó, dependiente de la Fundación Sociedad Rural Argentina, un establecimiento educativo de nivel medio que forma jóvenes bachilleres con orientación agropecuaria ubicado en Realicó, provincia de La Pampa.

### Ateneo de Jóvenes
El Ateneo de la Sociedad Rural Argentina es un grupo de jóvenes estudiantes y productores que analizan y discuten la problemática del sector. Realizan encuentros periódicos con figuras de primer nivel académico, productivo y social del país para conocer y debatir sobre los grandes temas que competen al sector agropecuario. Una de sus principales misiones es la de formar y capacitar futuros dirigentes y líderes.
Brindan, mediante sus encuentros con profesionales, conocimientos básicos en el aspecto técnico, jurídico, económico y político para su desempeño como dirigentes del sector. Ello con el fin de conocer y estudiar modelos y estrategias, analizar propuestas de acción y compartir actividades.
Actualmente preside su Comisión Directiva, por el período 2020-2021, la ateneísta Ivana Vidal.

### Instituto Privado Fundación Sociedad Rural Argentina
La Sociedad Rural Argentina posee también un colegio dedicado a la enseñanza agrícola y ganadera llamado Instituto Privado Fundación Sociedad Rural Argentina, conocido popularmente como Colegio Agropecuario de Realicó.
La misión de la Fundación SRA es formar líderes en un marco de excelencia en el contexto agropecuario y en un ámbito de respeto y solidaridad.
El Instituto Privado fue fundado por la SRA en 1971 y se encuentra ubicado en el km 485 de la ruta 35 en las cercanías de Realicó, en la provincia de La Pampa.
El establecimiento tiene como misión la formación de líderes a través de la enseñanza y la capacitación de los jóvenes de todo el país en la educación y la formación agropecuaria. Al terminar con los estudios secundarios los alumnos reciben el título de "Técnico en Producción Agropecuaria".
Al Instituto Privado asisten más de 100 alumnos, varones y mujeres. La Sociedad Rural Argentina beca al 30% de los alumnos que asisten a sus aulas.
A fin de cumplir con su labor educativa el instituto se dedica especialmente a impartir materias propias de la actividad rural relacionadas con la avicultura, la ganadería, la siembra, la conservación del suelo, la cría de ganado, la vacunación, la alimentación, la sanidad, la horticultura, el tambo, la manufactura para la elaboración de dulces, mermeladas y chacinados, la industria, la maquinaria agrícola, entre muchas otras. Además, los alumnos realizan prácticas abiertas.
El instituto cuenta también con un laboratorio y una biblioteca.

### Instituto Superior de Enseñanza, Estudios y Extensión Agropecuaria - ISEA
La Sociedad Rural Argentina, a fin de ampliar la educación relacionada con la actividad agropecuaria, ha implementado un sistema de educación no formal que es impartida en el Instituto Superior de Enseñanza, Estudios y Extensión Agropecuaria (ISEA).
El ISEA incorpora las tecnologías del mundo actual junto a una economía globalizada, capacitando y actualizando los conocimientos de la ruralidad, indispensables para el agro moderno.
El ISEA dicta tanto cursos como carreras a distancia. Desde su departamento de Educación a Distancia, ofrece capacitación a personas que, por estar alejadas de los centros urbanos o por sus actividades rurales, no puede asistir a clases o capacitaciones regulares en aula.
Los cursos que dicta son para ganadería, agricultura y administración y gestión para el agro.
La carrera que dicta es la de Administrador Rural.

## Situación legal del predio ferial de Palermo

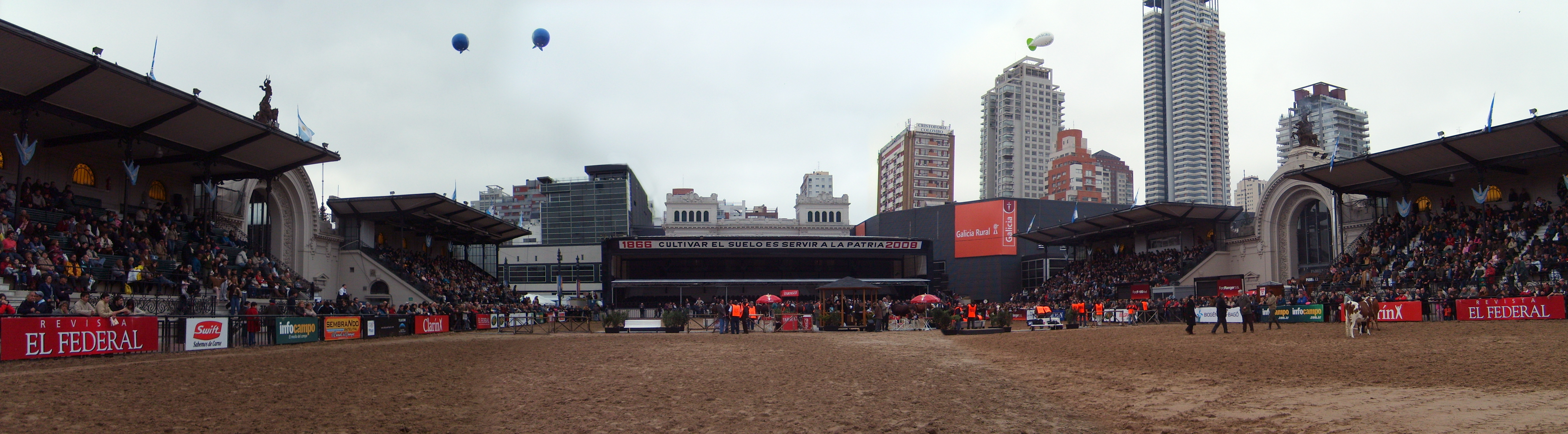
Panorámica del predio de «La Rural».

### Los hechos
Tradicionalmente la Sociedad Rural Argentina ocupó un amplio espacio público ubicado en el barrio de Palermo, frente a la Plaza Italia, popularmente conocido con el nombre de «La Rural». En ese predio, la Sociedad Rural organiza anualmente la también tradicional «Exposición Rural».
En la década de 1990, el presidente de la Nación, Carlos Menem, vendió a la Sociedad Rural, a través del decreto 2699/1991 y en aproximadamente treinta millones de dólares el predio de Palermo, a pagar en diez años. En 2005 la Sociedad Rural se asoció a una empresa privada de propiedad mayoritaria del empresario y dirigente político Francisco de Narváez, para explotar comercialmente el predio de Palermo.

### Denuncia penal por corrupcíon
La causa judicial se inició en 1999 con una denuncia de la Asociación Amigos del Lago de Palermo. En 2000 el fiscal José María Campagnoli denunció que las operaciones que terminaron en la venta del predio Rural constituyeron “una serie de lamentables hechos delictivos que constituyeron un vergonzoso fraude cometido en perjuicio de la República” y sostuvo que los expresidentes Carlos Menem y Fernando de la Rúa debían ser procesados, a la vez que la venta fraudulenta debía ser anulada.
En junio de 2010 varios funcionarios públicos durante el gobierno de Carlos Menem y dirigentes de la Sociedad Rural Argentina, fueron procesados por el delito de peculado.

#### Juicio oral
El 6 de junio de 2018 se inició el juicio oral por el delito de corrupción cometido al venderse el predio, tipificados como peculado. Para el mismo resultó sorteado el Tribunal Oral Federal N° 2 integrado por los jueces Rodrigo Giménez Uriburu, Jorge Gorini y José Michilini. Sobre un total de Los principales acusados son:
- Carlos Menem, el presidente de la Nación que firmó el decreto;
- Domingo Cavallo, el ministro de Economía que firmó el decreto;
- Ricardo Agustín de Zavalía, quien era presidente a la SRA al momento de realizarse la operación;
- Juan Alberto Ravagnan, quien era secretario de la SRA al momento de realizarse la operación.
- Gastón Ramón Figueroa Alcorta, quien era en ese momento titular de la Administración General de Inmuebles Fiscales;
- Matías Lucas Ordóñez, titular de la Comisión de Venta de Inmuebles Estatales del Banco de la Nación.[54]

A comienzos de diciembre de 2018 se estaban realizando los alegatos, luego de los cuales se debe dictar el fallo.

### Nulidad de la venta
En 2012, ante el procesamiento por corrupción de los funcionarios que dispusieron la venta del predio a la Sociedad Rural Argentina, la presidenta Cristina Fernández de Kirchner, mediante el Decreto 2552/2012, revocó por "nulidad absoluta" el decreto de venta firmado por el expresidente Menem, considerando que se trató de una transacción realizada en forma "irregular y a un precio vil", a menos de la mitad de lo que realmente valía el predio, cuyo verdadero valor estimó el Tribunal de Tasaciones de la Nación en 63.615.000 dólares. Para entonces, la Sociedad Rural Argentina tampoco había terminado de pagar el predio, según lo que establecía el contrato de venta.Los principales acusados por haber vendido las tierras “a precio vil” fueron elevados a juicio.
La Sociedad Rural Argentina impugnó judicialmente la decisión de anular la venta, argumentando que el precio había sido justo, que el Estado Nacional carece de legitimación para recuperar un bien que vendió hace más de 20 años por un acto unilateral y que aun cuando el precio hubiera sido 'vil', como el Poder Ejecutivo lo sostiene,[cita requerida] el Estado debería recurrir a la vía judicial para dejar sin efecto el acto que considera lesivo" y que "no podría rescindir unilateralmente el contrato. Además la entidad llamó a un paro nacional agropecuario para el día miércoles 26 de diciembre, en protesta contra la medida. Las tres restantes entidades del campo que forman la Mesa de Enlace Agropecuaria apoyaron a la Sociedad Rural Argentina.[cita requerida] Algunas organizaciones sociales, sindicales y de derechos humanos, como el Movimiento Evita y la Central de los Trabajadores Argentinos (CTA) apoyaron la medida del gobierno para combatir lo que consideraron un acto de corrupción en beneficio de la SRA.
El 1 de junio de 2015 se dictó sentencia de primera instancia a favor del Estado considerando que el decreto impugnado era válido y que la venta a la SRA era nula. El 2 de junio de 2015 la Sociedad Rural Argentina apeló el fallo, con efecto suspensivo.
El 17 de septiembre de 2015 la Sala II de la Cámara Nacional en lo Civil y Comercial Federal confirmó la suspensión del decreto 2552/12 mientras analizaba la apelación.

## Causa penal por peculado y venta a precio vil del predio
En julio de 2015 los camaristas Ricardo Pinto, Juan Cicciaro y Mariano Scotto ratificaron los procesamientos a Raúl Etchebehere, Juan María de Anchorena, Carlos Sánchez, Hugo Pifarré, Rubén Lusich, Horacio Foster, Rodrigo Arboleda Halaby, Eduardo Ordoñez, Mario Eijo de Tezanos Pinto, Néstor Eijo, Juan Ravagnán, Vicente Francos, Luis Walter, Juan Carlos González, Carlos Simone y Jaime Bernasconi.
La causa es una derivación de otra en la que el juez federal Sergio Torres investiga al expresidente Carlos Menem y a otros imputados por haber vendido a precio vil un predio que valía más de 100 millones de dólares en solo 30 millones. Junto a esta causa se investiga a directivos de la Sociedad Rural y exdirectivos del Banco Provincia por fraude, ya que gestionaron y obtuvieron un crédito de 106 millones de dólares del Banco Provincia gracias a que sus directivos “perjudicaron con su accionar fraudulento los intereses que la provincia de Buenos Aires les había confiado”. Entre otras irregularidades, en la documentación presentada para el préstamo se incluían “gastos preoperativos” que, en rigor, mostraban “como supuesta inversión los intereses que habría que pagarle al propio banco prestamista hasta el inicio de las actividades”.

## Atentando contra las autoridades
El 5 de septiembre de 2024, la Sociedad Rural Argentina recibió dos paquetes dirigidos al presidente Nicolás Pino y al vicepresidente, Marcos Pereda Born. Uno de los paquetes contenía explosivos. Una de sus secretarias, Pamela Sousa, resultó levemente herida al abrir el sobre.Una semana después Javier Milei visitó la sede y participó de un acto junto a las autoridades.

## Presidentes
| N.º | Nombre                               | Periodo            |
| --- | ------------------------------------ | ------------------ |
| 1   | Toribio Martínez de Hoz              | 1866 - 1870        |
| 2   | Eduardo Olivera                      | 1870 - 1874        |
| 3   | José María Jurado                    | 1874 - 1876        |
| 4   | Emilio Duportal                      | 1876 - 1878        |
| 5   | José María Jurado                    | 1878 - 1880        |
| 6   | Enrique Sundblad                     | 1880 - 1882        |
| 7   | Leonardo Pereyra                     | 1882 - 1884        |
| 8   | Enrique Sundblad                     | 1884 - 1886        |
| 9   | José María Jurado                    | 1886 - 1888        |
| 10  | Estanislao Zeballos                  | 1888 - 1891        |
| 11  | José María Jurado                    | 1891 - 1892        |
| 12  | Estanislao Zeballos                  | 1892 - 1894        |
| 13  | Julio Pueyrredón                     | 1896 - 1897        |
| 14  | Ramón Santamarina (hijo)             | 1897 - 1898        |
| 15  | Julián Frers                         | 1898 - 1900        |
| 16  | Ezequiel Ramos Mexía                 | 1900 - 1904        |
| 17  | Carlos María Casares                 | 1904 - 1906        |
| 18  | Manuel Güiraldes                     | 1906 - 1908        |
| 19  | Emilio Frers                         | 1908 - 1910        |
| 20  | José María Malbrán                   | 1910 - 1912        |
| 21  | Abel Bengolea                        | 1912 - 1916        |
| 22  | Joaquín Samuel de Anchorena          | 1916 - 1922        |
| 23  | Pedro Pagés                          | 1922 - 1926        |
| 24  | Luis Duhau                           | 1926 - 1928        |
| 25  | Federico Martínez de Hoz             | 1928 - 1931        |
| 26  | Horacio Bruzone                      | 1931 - 1934        |
| 27  | Cosme Massini Ezcurra                | 1934 - 1938        |
| 28  | Adolfo Bioy                          | 1938 - 1942        |
| 29  | José María Bustillo (hijo)           | 1942 - 1946        |
| 30  | José Alfredo Martínez de Hoz (padre) | 1946 - 1950        |
| 31  | Enrique Frers                        | 1950 - 1954        |
| 32  | Juan María Mathet                    | 1954 - 1955        |
| 33  | Juan José Blaquier                   | 1955 - 1956        |
| 34  | Juan María Mathet                    | 1956 - 1960        |
| 35  | Faustino Alberto Fano                | 1960 - 1966        |
| 36  | José María Lartirigoyen              | 1966 - 1967        |
| 37  | Luis Firpo Miró                      | 1967 - 1972        |
| 38  | Celedonio Pereda                     | 1972 - 1978        |
| 39  | Juan Antonio Pirán                   | 1978 - 1980        |
| 40  | Horacio F. Gutiérrez                 | 1980 - 1984        |
| 41  | Guillermo Alchouron                  | 1984 - 1990        |
| 42  | Eduardo Zavalía                      | 1990 - 1994        |
| 43  | Enrique Crotto                       | 1994 - 2002        |
| 44  | Luciano Miguens                      | 2002 - 2008        |
| 45  | Hugo Biolcati                        | 2008 - 2012        |
| 46  | Luis Miguel Etchevehere              | 2012 - 2017        |
| 47  | Daniel Pelegrina                     | 2017 - 2021        |
| 48  | Nicolás Pino                         | 2021 - en el cargo |